# 夏江天后宫
夏江天后宫，位于中国广东省湛江市雷州市雷城镇夏江街，为湛江市雷州市的一个市级文物保护单位，类型为古建筑，公布时间为2003年12月29日。
夏江天后宫的历史年代为宋—清。